# Central American and Caribbean Sea and Beach Games 2022/Beachhandball/Frauen/Kader
Auf dieser Unterseite zum Frauenturnier im Beachhandball bei den Central American and Caribbean Sea and Beach Games werden die Kader und ausgesuchte Statistiken zu den Mannschaften gesammelt.

## Dominikanische Republik
| Nr. | Name                             | GBD        | Position | Spiele | Punkte | Strafen |
| --- | -------------------------------- | ---------- | -------- | ------ | ------ | ------- |
| 06  | Stacy Jeannely Burgos Perdomo    | 05-11-2003 |          | 7      | 38     |         |
| 05  | Olkidia Diolenny Cuevas Matos    | 29-07-1999 |          | 7      | 09     |         |
| 03  | Crisleidy Hernández Guerrero     | 01-10-1983 |          | 7      | 20     |         |
| 07  | Diulka Marte                     | 18-11-2001 |          | 7      | 0–     |         |
| 09  | Miguelina Desire Martinez Tapia  | 22-07-2004 |          | 7      | 03     |         |
| 08  | Nancy Mileidy Peña Rodríguez     | 29-07-1982 |          | 7      | 36     |         |
| 02  | Diandra Paola Pie De Los Santos  | 08-08-1997 |          | 7      | 06     |         |
| 04  | Florquidia Puello Reyes          | 27-07-1995 |          | 7      | 84     |         |
| 01  | Maria Dania Novas Novas          | 04-01-1998 |          | 7      | 02     |         |
| 10  | Johanna Altagracia Rosario Reyes | 20-11-2002 |          | 7      | 04     |         |

- Trainer: Marcos Benítez Javier
- Co-Trainer: Jorge Peralta[1]

## Kolumbien
| Nr. | Name                        | GBD        | Position | Spiele | Punkte | Strafen |
| --- | --------------------------- | ---------- | -------- | ------ | ------ | ------- |
| 05  | Angie Paola Asprilla Rivas  | 05-07-1999 |          | 7      | 51     |         |
| 09  | María José Becerra Salas    | 16-01-1998 |          | 7      | 38     |         |
| 04  | Tatiana Cano Vargas         | 23-09-1989 |          | 7      | 18     |         |
| 01  | María Clara Estrada Castaño | 06-01-1993 |          | 7      | 04     |         |
| 08  | Susana Estrada Castaño      | 20-08-1989 |          | 7      | 77     |         |
| 07  | Daniela Ortiz Jarapa        | 17-08-2001 |          | 7      | 0–     |         |
| 10  | Yesica Paola Julio          | 01-10-2002 |          | 7      | 02     |         |
| 06  | Lady Laura Parejo Royero    | 02-07-2004 |          | 7      | 30     |         |
| 02  | Daisy Solís Valencia        | 01-08-1998 |          | 7      | 49     |         |
| 03  | Carolina Uribe Ospina       | 15-06-1992 |          | 7      | 0–     |         |

- Trainer: Carlos Luis Miranda Romero
- Co-Trainerin: Sandra Corima Bonilla Pardo
- Betreuer: Marcio Da Rocha Magliano, Padro José Martínez[2]

## Martinique
| Nr. | Name                          | GBD        | Position | Spiele | Punkte | Strafen |
| --- | ----------------------------- | ---------- | -------- | ------ | ------ | ------- |
| 03  | Assia Salomé Aavit            | 21-03-2006 |          | 6      | 18     |         |
| 07  | Djelissa Cage                 | 30-06-2001 |          | 6      | 0–     |         |
| 11  | Stessy Natacha Charles-Angele | 10-06-2001 |          | 6      | 15     |         |
| 08  | Stéphanie Marie Edon          | 14-11-1980 |          | 6      | 0–     |         |
| 05  | Samélia Samira Luap           | 16-01-2002 |          | 6      | 32     |         |
| 10  | Noreen Scaron                 | 30-10-2002 |          | 6      | 65     |         |
| 04  | Alycia Ysidee                 | 12-10-2002 |          | 6      | 30     |         |

Als einzige der sechs Mannschaften schöpfte Martinique nicht die mögliche Zahl von zehn nominierbaren Athletinnen aus und trat mit nur sieben Spielerinnen an. Die Mannschaft war zudem überaus jung, fünf Spielerinnen waren zwischen 20 und 21 Jahren, mit der 16 Jahre und acht Monate alten Assia Salomé Aavit hatte die Mannschaft auch die jüngste Spielerin in ihren Reihen. Einzig die kurz vor dem Turnier 42 Jahre alt gewordene Stéphanie Marie Edon stach altersmäßig heraus und brachte Erfahrung in die Mannschaft bei ihrem ersten internationalen Nationalmannschaftsturnier ein.
- Trainer: Rodolfo Romain Mata
- Co-Trainer: Laurence Andrea Germany

## Mexiko
| Nr. | Name                                 | GBD        | Position      | Spiele | Punkte | Strafen |
| --- | ------------------------------------ | ---------- | ------------- | ------ | ------ | ------- |
| 09  | Lucía Alejandrina Berra Ávalos       | 01-01-1998 | Verteidigerin | 7      | 001    |         |
| 05  | Ana Teocalli Hernández Gutiérrez     | 29-11-1989 | Specialist    | 7      | 045    |         |
| 14  | Andrea Jetzary de León Darán         | 10-12-1997 | Verteidigerin | 7      | 014    |         |
| 06  | Claudia Macías Hermosillo            | 22-07-1992 | Specialist    | 7      | 043    |         |
| 11  | Martha Eugenia Mejía Meza            | 11-04-1992 | Linksaußen    | 7      | 008    |         |
| 007 | Gabriela Yael Salazar Gutiérrez      | 24-07-1994 | Torhüterin    | 7      | 00–    |         |
| 12  | Edna Viridiana Uresty Valencia       | 30-06-1995 | Rechtsaußen   | 7      | 095    |         |
| 15  | Adela del Socorro Valenzuela Bonilla | 30-07-1992 | Torhüterin    | 7      | 006    |         |
| 08  | Itzel Esmeralda Vargas Cortés        | 03-08-2000 | Pivot         | 7      | 102    |         |
| 01  | Aída Angélica Zamora                 | 23-11-1987 | Verteidigerin | 7      | 0–     |         |

- Trainer: Miguel Ángel Contreras de la Mora[4]

## Puerto Rico
| Nr. | Name                            | GBD | Position   | Spiele | Punkte | Strafen |
| --- | ------------------------------- | --- | ---------- | ------ | ------ | ------- |
|     | Andrea Alejandra Baez Gonzalez  |     |            | 6      |        |         |
|     | Yadielis Barros Feliciano       |     |            | 6      |        |         |
|     | Roxanaly Carrasquillo Rivera    |     |            | 6      |        |         |
|     | Nicole Feliciano Almodóvar      |     |            | 6      |        |         |
|     | Zuleika Fuentes Ferrer          |     |            | 6      |        |         |
|     | Edith Stephanie Mercedes Tirado |     |            | 6      |        |         |
|     | Lianette Rodriguez Ramirez      |     |            | 6      |        |         |
|     | Katy Enid Saleh Martinez        |     | Torhüterin | 6      |        |         |
|     | Yeisabeth Marie Valentin Butter |     |            | 6      |        |         |
|     | Natasha Valle Martinez          |     |            | 6      |        |         |

## Venezuela
| Nr. | Name                                | GBD | Position | Spiele | Punkte | Strafen |
| --- | ----------------------------------- | --- | -------- | ------ | ------ | ------- |
|     | Iskary Ailin Águilar Vargas         |     |          | 7      |        |         |
|     | Maikelly Michelle Cedeño Bracho     |     |          | 7      |        |         |
|     | Luz Alejandra Colina Miquilena      |     |          | 7      |        |         |
|     | Oriana Alexandra Fuentes Villaroel  |     |          | 7      |        |         |
|     | Gabriela Yariscar Gámez Gómez       |     |          | 7      |        |         |
|     | Yarketzi Yamiret Moreno Rengifo     |     |          | 7      |        |         |
|     | Frannelly Juvileth Polanco Garces   |     |          | 7      |        |         |
|     | Miraidy Jackelin Suárez Ruiz        |     |          | 7      |        |         |
|     | Milangela Coromoto Tovar Hospedales |     |          | 7      |        |         |
|     | Hernairy Teresa Vargas              |     |          | 7      |        |         |

Hernairy Vargas, Iskary Águilar und ersetzten kurzfristig Saimer Loyo, Elaine Pacheco und Anglys Noguera.